# Badminton op de Olympische Zomerspelen 2012 – gemengd dubbelspel
Het gemengd dubbelspel in het badminton op de Olympische Zomerspelen 2012 in Londen vond plaats tussen 28 juli en 5 augustus 2012. Zhang Nan en Zhao Yunlei wonnen de finale tegen Xu Chen en Ma Jin.

## Plaatsingslijst
| Nr. | Speler                                      | Prestatie    | Uitgeschakeld door    |
| --- | ------------------------------------------- | ------------ | --------------------- |
| 1.  | Zhang Nan Zhao Yunlei                       | Goud         | niet van toepassing   |
| 2.  | Xu Chen Ma Jin                              | Zilver       | Zhang Nan Zhao Yunlei |
| 3.  | Tantowi Ahmad Lilyana Natsir                | Halve finale | Xu Chen Ma Jin        |
| 4.  | Joachim Fischer Nielsen Christinna Pedersen | Brons        | Zhang Nan Zhao Yunlei |

## Groepsfase
In elke groep spelen alle spelers onderling tegen elkaar. De eerste twee van elke groep plaatsen zich voor de knock-outfase.

### Groep A
| Spelers                                | Gsp | W | V | SW | SV | Ptn |
| -------------------------------------- | --- | - | - | -- | -- | --- |
| Zhang Nan / Zhao Yunlei                | 3   | 3 | 0 | 6  | 0  | 3   |
| Michael Fuchs / Birgit Michels         | 3   | 2 | 1 | 4  | 4  | 2   |
| Alexandr Nikolaenko / Valeria Sorokina | 3   | 1 | 2 | 3  | 5  | 1   |
| Chris Adcock / Imogen Bankier          | 3   | 0 | 3 | 1  | 5  | 0   |

| Team 1                                 | Uitslag             | Team 2                                 |
| -------------------------------------- | ------------------- | -------------------------------------- |
| Alexandr Nikolaenko / Valeria Sorokina | 14-21, 21-9, 21-18  | Chris Adcock / Imogen Bankier          |
| Zhang Nan / Zhao Yunlei                | 21-6, 21-7          | Michael Fuchs / Birgit Michels         |
| Michael Fuchs / Birgit Michels         | 11-21, 21-17, 21-14 | Chris Adcock / Imogen Bankier          |
| Zhang Nan / Zhao Yunlei                | 21-9, 21-18         | Alexandr Nikolaenko / Valeria Sorokina |
| Alexandr Nikolaenko / Valeria Sorokina | 18-21, 21-12, 19-21 | Michael Fuchs / Birgit Michels         |
| Zhang Nan / Zhao Yunlei                | 21-13, 21-14        | Chris Adcock / Imogen Bankier          |

### Groep B
| Spelers                                       | Gsp | W | V | SW | SV | Ptn |
| --------------------------------------------- | --- | - | - | -- | -- | --- |
| Joachim Fischer Nielsen / Christinna Pedersen | 3   | 3 | 0 | 6  | 1  | 3   |
| Robert Mateusiak / Nadieżda Zięba             | 3   | 2 | 1 | 5  | 2  | 2   |
| Shintaro Ikeda / Reiko Shiota                 | 3   | 1 | 2 | 2  | 5  | 1   |
| Toby Ng / Grace Gao                           | 3   | 0 | 3 | 1  | 6  | 0   |

| Team 1                                        | Uitslag             | Team 2                            |
| --------------------------------------------- | ------------------- | --------------------------------- |
| Robert Mateusiak / Nadieżda Zięba             | 21-18, 22-20        | Shintaro Ikeda / Reiko Shiota     |
| Joachim Fischer Nielsen / Christinna Pedersen | 21-12, 21-11        | Toby Ng / Grace Gao               |
| Shintaro Ikeda / Reiko Shiota                 | 21-10, 11-21, 21-15 | Toby Ng / Grace Gao               |
| Joachim Fischer Nielsen / Christinna Pedersen | 21-9, 14-21, 21-17  | Robert Mateusiak / Nadieżda Zięba |
| Joachim Fischer Nielsen / Christinna Pedersen | 21-11, 21-10        | Shintaro Ikeda / Reiko Shiota     |
| Toby Ng / Grace Gao                           | 13-21, 16-21        | Robert Mateusiak / Nadieżda Zięba |

### Groep C
| Spelers                               | Gsp | W | V | SW | SV | Ptn |
| ------------------------------------- | --- | - | - | -- | -- | --- |
| Tantowi Ahmad / Lilyana Natsir        | 3   | 3 | 0 | 6  | 0  | 3   |
| Thomas Laybourn / Kamilla Rytter Juhl | 3   | 2 | 1 | 4  | 2  | 2   |
| Lee Yong-dae / Ha Jung-eun            | 3   | 1 | 2 | 2  | 4  | 1   |
| Valiyaveetil Diju / Jwala Gutta       | 3   | 0 | 3 | 0  | 6  | 0   |

| Team 1                                | Uitslag      | Team 2                                |
| ------------------------------------- | ------------ | ------------------------------------- |
| Tantowi Ahmad / Lilyana Natsir        | 21-16, 21-12 | Valiyaveetil Diju / Jwala Gutta       |
| Tantowi Ahmad / Lilyana Natsir        | 21-19, 21-12 | Lee Yong-dae / Ha Jung-eun            |
| Thomas Laybourn / Kamilla Rytter Juhl | 21-12, 21-16 | Valiyaveetil Diju / Jwala Gutta       |
| Thomas Laybourn / Kamilla Rytter Juhl | 21-15, 21-12 | Lee Yong-dae / Ha Jung-eun            |
| Lee Yong-dae / Ha Jung-eun            | 21-15, 21-15 | Valiyaveetil Diju / Jwala Gutta       |
| Tantowi Ahmad / Lilyana Natsir        | 24-22, 21-16 | Thomas Laybourn / Kamilla Rytter Juhl |

### Groep D
| Spelers                                    | Gsp | W | V | SW | SV | Ptn |
| ------------------------------------------ | --- | - | - | -- | -- | --- |
| Xu Chen / Ma Jin                           | 3   | 3 | 0 | 6  | 0  | 3   |
| Sudket Prapakamol / Saralee Thoungthongkam | 3   | 2 | 1 | 4  | 2  | 2   |
| Chen Hung-ling / Cheng Wen-hsing           | 3   | 1 | 2 | 2  | 5  | 1   |
| Chan Peng Soon / Goh Liu Ying              | 3   | 0 | 3 | 1  | 6  | 0   |

| Team 1                                     | Uitslag            | Team 2                                     |
| ------------------------------------------ | ------------------ | ------------------------------------------ |
| Chen Hung-ling / Cheng Wen-hsing           | 21-12, 6-21, 21-15 | Chan Peng Soon / Goh Liu Ying              |
| Sudket Prapakamol / Saralee Thoungthongkam | 21-15, 21-16       | Chen Hung-ling / Cheng Wen-hsing           |
| Xu Chen / Ma Jin                           | 21-14, 21-8        | Chan Peng Soon / Goh Liu Ying              |
| Xu Chen / Ma Jin                           | 21-19, 21-12       | Sudket Prapakamol / Saralee Thoungthongkam |
| Sudket Prapakamol / Saralee Thoungthongkam | 21-16, 21-15       | Chan Peng Soon / Goh Liu Ying              |
| Xu Chen / Ma Jin                           | 21-16, 22-20       | Chen Hung-ling / Cheng Wen-hsing           |

## Knock-outfase
|  | Kwartfinale | Kwartfinale                              | Kwartfinale                                 | Kwartfinale    | Kwartfinale |                       |                                             | Halve finale | Halve finale         | Halve finale         | Halve finale         | Halve finale         |                      |    | Finale | Finale                                      | Finale | Finale | Finale | Finale | Finale |
|  |             |                                          |                                             |                |             |                       |                                             |              |                      |                      |                      |                      |                      |    |        |                                             |        |        |        |        |        |
|  | 1           | Zhang Nan Zhao Yunlei                    | 21                                          | 21             |             |                       |                                             |              |                      |                      |                      |                      |                      |    |        |                                             |        |        |        |        |        |
|  |             | Thomas Laybourn Kamilla Rytter Juhl      | 13                                          | 17             |             |                       |                                             |              |                      |                      |                      |                      |                      |    |        |                                             |        |        |        |        |        |
|  |             | Thomas Laybourn Kamilla Rytter Juhl      | 13                                          | 17             | 1           | Zhang Nan Zhao Yunlei | 17                                          | 21           | 21                   |                      |                      |                      |                      |    |        |                                             |        |        |        |        |        |
|  |             |                                          |                                             |                |             | Zhang Nan Zhao Yunlei | 17                                          | 21           | 21                   |                      |                      |                      |                      |    |        |                                             |        |        |        |        |        |
|  |             | 4                                        | Joachim Fischer Nielsen Christinna Pedersen | 21             | 17          | 19                    |                                             |              |                      |                      |                      |                      |                      |    |        |                                             |        |        |        |        |        |
|  | 4           | 4                                        | Joachim Fischer Nielsen Christinna Pedersen | 21             | 17          | 19                    | Joachim Fischer Nielsen Christinna Pedersen | 21           | 21                   |                      |                      |                      |                      |    |        |                                             |        |        |        |        |        |
|  | 4           |                                          |                                             |                |             |                       | Joachim Fischer Nielsen Christinna Pedersen | 21           | 21                   |                      |                      |                      |                      |    |        |                                             |        |        |        |        |        |
|  |             | Sudket Prapakamol Saralee Thoungthongkam | 15                                          | 13             |             |                       |                                             |              |                      |                      |                      |                      |                      |    |        |                                             |        |        |        |        |        |
|  |             |                                          |                                             |                |             |                       |                                             |              |                      |                      |                      |                      |                      |    | 1      | Zhang Nan Zhao Yunlei                       | 21     | 21     |        |        |        |
|  |             |                                          | 2                                           | Xu Chen Ma Jin | 11          | 17                    |                                             |              |                      |                      |                      |                      |                      |    |        |                                             |        |        |        |        |        |
|  |             | Michael Fuchs Birgit Michels             | 15                                          | 9              |             |                       |                                             |              |                      |                      |                      |                      |                      |    |        |                                             |        |        |        |        |        |
|  | 3           | Tantowi Ahmad Lilyana Natsir             | 21                                          | 21             |             |                       |                                             |              |                      |                      |                      |                      |                      |    |        |                                             |        |        |        |        |        |
|  | 3           | Tantowi Ahmad Lilyana Natsir             | 21                                          | 21             |             | 3                     | Tantowi Ahmad Lilyana Natsir                | 23           | 18                   | 13                   |                      |                      |                      |    |        |                                             |        |        |        |        |        |
|  |             |                                          |                                             |                |             | 3                     | Tantowi Ahmad Lilyana Natsir                | 23           | 18                   | 13                   |                      |                      |                      |    |        |                                             |        |        |        |        |        |
|  |             | 2                                        | Xu Chen Ma Jin                              | 21             | 21          | 21                    |                                             |              | Wedstrijd voor Brons | Wedstrijd voor Brons | Wedstrijd voor Brons | Wedstrijd voor Brons | Wedstrijd voor Brons |    |        |                                             |        |        |        |        |        |
|  |             | 2                                        | Xu Chen Ma Jin                              | 21             | 21          | 21                    | Robert Mateusiak Nadieżda Zięba             | 21           | Wedstrijd voor Brons | Wedstrijd voor Brons | Wedstrijd voor Brons | Wedstrijd voor Brons | Wedstrijd voor Brons | 16 | 12     |                                             |        |        |        |        |        |
|  |             |                                          |                                             |                |             |                       | Robert Mateusiak Nadieżda Zięba             | 21           |                      |                      |                      |                      |                      | 16 | 12     |                                             |        |        |        |        |        |
|  | 2           | Xu Chen Ma Jin                           | 19                                          | 21             | 23          |                       |                                             |              |                      |                      |                      |                      |                      |    | 4      | Joachim Fischer Nielsen Christinna Pedersen | 21     | 21     |        |        |        |
|  |             |                                          |                                             |                |             |                       |                                             |              |                      |                      |                      |                      |                      |    | 3      | Tantowi Ahmad Lilyana Natsir                | 12     | 12     |        |        |        |